# Приріт кокосовий
Приріт кокосовий (Batis poensis) — вид горобцеподібних птахів прирітникових (Platysteiridae).

## Поширення
Ендемік острова Біоко (Екваторіальна Гвінея). Мешкає у тропічних низовинних лісах на висоті до 1350 м.

## Опис
Дрібний птах, завдовжки до 10,5 см і вагою 8,8 — 9,4 г. Голова і плечі глянцеві синьо-чорні з невеликою білою лоральною плямою. Спина чорнувато-сіра з невеликими білими плямами на крупі і попереку. Крила чорні з білою смужкою, хвіст чорний з вузькими білими лініями на зовнішньому краї хвоста. Самець має білу нижню частину з чорною грудкою. У самиць нижня частина повністю біла.